# Atletismo nos Jogos Olímpicos de Verão de 2024 - Salto em altura feminino
A prova do salto em altura feminino do atletismo nos Jogos Olímpicos de Verão de 2024 ocorreu em 2 e 4 de agosto de 2024 no Stade de France, em Paris. Um total de 32 atletas de 24 Comitês Olímpicos Nacionais (CON) participaram do evento.

## Qualificação
Cada Comitê Olímpico Nacional (CON) poderia inscrever no máximo três atletas qualificadas em cada evento individual. Para o salto em altura feminino, o período de qualificação foi entre 1 de julho de 2023 a 30 de junho de 2024.

## Formato
O salto em altura consiste de duas fases (classificação e final). Na classificação houve dois grupos distintos de saltadoras, sendo eliminadas se cometessem três falhas consecutivas, seja em uma única altura ou entre várias alturas se tentassem avançar antes de passar por uma altura específica.
A altura padrão na fase eliminatória foi de 1,97 metros, sendo que todas que ultrapassaram essa marca avançaram para a final. Um mínimo de 12 atletas precisaria avançar para a final; se menos de 12 fizessem a marca de qualificação, seriam classificadas as atletas subsequentes (incluindo as empatadas após o uso das regras de desempate).
A final teve saltos começando logo abaixo da marca padrão e aumentando gradualmente, continuando até que todas as saltadoras fossem eliminadas.

## Calendário
Horário local (UTC+2)
| Data                | Horário | Fase          |
| ------------------- | ------- | ------------- |
| 2 de agosto de 2024 | 10:15   | Classificação |
| 4 de agosto de 2024 | 19:55   | Final         |

## Medalhistas
| Ouro   | UKR Yaroslava Mahuchikh                      |
| Prata  | AUS Nicola Olyslagers                        |
| Bronze | UKR Iryna Herashchenko AUS Eleanor Patterson |

## Recordes
Antes desta competição, os recordes mundiais e olímpicos da prova eram os seguintes:
| Tipo | Atleta              | Marca  | Local  | Data                 |
| ---- | ------------------- | ------ | ------ | -------------------- |
|      | Yaroslava Mahuchikh | 2,10 m | Paris  | 7 de julho de 2024   |
|      | Yelena Slesarenko   | 2,06 m | Atenas | 28 de agosto de 2004 |

## Resultados
Saltos
- Válido (o)
- Inválido (x)
- Dispensado (–)
- Retirado (r)

### Classificação
Todos as atletas que alcançarem a marca de classificação de 1,97 m (Q) ou pelo menos as 12 melhores atletas (q) avançam à final.
| Pos. | Grupo            | Atleta                | CON                | 1.83 | 1.88 | 1.92 | 1.95 | 1.97 | Marca | Notas                |
| ---- | ---------------- | --------------------- | ------------------ | ---- | ---- | ---- | ---- | ---- | ----- | -------------------- |
| 1    | A                | Yaroslava Mahuchikh   | UKR Ucrânia        | –    | –    | o    | o    | r    | 1.95  | q                    |
| 1    | B                | Nicola Olyslagers     | AUS Austrália      | –    | o    | o    | o    | r    | 1.95  | q                    |
| 3    | A                | Eleanor Patterson     | AUS Austrália      | –    | o    | xo   | o    | r    | 1.95  | q, =                 |
| 4    | B                | Iryna Herashchenko    | UKR Ucrânia        | o    | o    | xo   | xo   | r    | 1.95  | q, =                 |
| 5    | B                | Safina Sadullayeva    | UZB Uzbequistão    | o    | o    | o    | xxo  | r    | 1.95  | q,                   |
| 6    | A                | Christina Honsel      | GER Alemanha       | o    | xo   | xo   | xxo  | r    | 1.95  | q, =                 |
| 7    | A                | Elena Kulichenko      | CYP Chipre         | o    | xo   | o    | xxx  |      | 1.92  | q                    |
| 8    | B                | Tatiana Gusin         | GRE Grécia         | o    | o    | xo   | xxx  |      | 1.92  | q                    |
| 8    | B                | Nawal Meniker         | FRA França         | o    | o    | xo   | xxx  |      | 1.92  | q                    |
| 8    | B                | Buse Savaşkan         | TUR Turquia        | o    | o    | xo   | xxx  |      | 1.92  | q, =                 |
| 11   | A                | Valdiléia Martins     | BRA Brasil         | o    | xo   | xo   | xxr  |      | 1.92  | q, =                 |
| 12   | B                | Vashti Cunningham     | USA Estados Unidos | o    | xxo  | xxo  | xxx  |      | 1.92  | q                    |
| 12   | A                | Angelina Topić        | SRB Sérvia         | –    | xxo  | xxo  | xxx  |      | 1.92  | q                    |
| 14   | B                | Imke Onnen            | GER Alemanha       | xo   | xxo  | xxo  | xxx  |      | 1.92  |                      |
| 15   | A                | Rachel Glenn          | USA Estados Unidos | o    | o    | xxx  |      |      | 1.88  |                      |
| 15   | A                | Michaela Hrubá        | CZE Chéquia        | o    | o    | xxx  |      |      | 1.88  |                      |
| 15   | A                | Morgan Lake           | GBR Grã-Bretanha   | o    | o    | xxx  |      |      | 1.88  |                      |
| 15   | B                | Airinė Palšytė        | LTU Lituânia       | o    | o    | xxx  |      |      | 1.88  |                      |
| 19   | B                | Temitope Adeshina     | NGR Nigéria        | o    | xo   | xxx  |      |      | 1.88  |                      |
| 19   | A                | Mirela Demireva       | BUL Bulgária       | o    | xo   | xxx  |      |      | 1.88  |                      |
| 19   | A                | Solène Gicquel        | FRA França         | o    | xo   | xxx  |      |      | 1.88  |                      |
| 19   | A                | Yelizaveta Matveyeva  | KAZ Cazaquistão    | o    | xo   | xxx  |      |      | 1.88  |                      |
| 19   | A                | Daniela Stanciu       | ROU Romênia        | o    | xo   | xxx  |      |      | 1.88  | Recorde da temporada |
| 24   | B                | Lamara Distin         | JAM Jamaica        | xo   | xo   | xxxx |      |      | 1.88  |                      |
| 25   | A                | Rose Amoanimaa Yeboah | GHA Gana           | xo   | xxo  | xxx  |      |      | 1.88  |                      |
| 26   | B                | Elisabeth Pihela      | EST Estônia        | o    | xxx  |      |      |      | 1.83  |                      |
| 26   | B                | Lia Apostolovski      | SLO Eslovênia      | o    | xxx  |      |      |      | 1.83  |                      |
| 28   | B                | Nadezhda Dubovitskaya | KAZ Cazaquistão    | xo   | xxx  |      |      |      | 1.83  |                      |
| 28   | B                | Ella Junnila          | FIN Finlândia      | xo   | xxx  |      |      |      | 1.83  |                      |
| 28   | A                | Maria Żodzik          | POL Polônia        | xo   | xxx  |      |      |      | 1.83  |                      |
|      | A                | Panagiota Dosi        | GRE Grécia         | xxx  |      |      |      |      | NM    |                      |
| B    | Yuliya Levchenko | UKR Ucrânia           | xxx                |      |      |      |      | NM   |       |                      |

### Final
As atletas que alcançarem as melhores marcas em menos tentativas conquistam as medalhas.
| Pos.              | Atleta              | CON                | 1.86 | 1.91 | 1.95 | 1.98 | 2.00 | 2.02 | 2.04 | Marca | Notas |
| ----------------- | ------------------- | ------------------ | ---- | ---- | ---- | ---- | ---- | ---- | ---- | ----- | ----- |
| Medalha de ouro   | Yaroslava Mahuchikh | UKR Ucrânia        | –    | o    | o    | o    | o    | xx-  | x    | 2.00  |       |
| Medalha de prata  | Nicola Olyslagers   | AUS Austrália      | –    | o    | o    | o    | xxo  | xxx  |      | 2.00  |       |
| Medalha de bronze | Iryna Herashchenko  | UKR Ucrânia        | o    | o    | o    | xxx  |      |      |      | 1.95  | =     |
| Medalha de bronze | Eleanor Patterson   | AUS Austrália      | o    | o    | o    | xxx  |      |      |      | 1.95  | =     |
| 5                 | Vashti Cunningham   | USA Estados Unidos | o    | xo   | o    | xxx  |      |      |      | 1.95  |       |
| 6                 | Christina Honsel    | GER Alemanha       | xo   | o    | xo   | xxx  |      |      |      | 1.95  | =     |
| 7                 | Elena Kulichenko    | CYP Chipre         | o    | xo   | xxo  | xxx  |      |      |      | 1.95  |       |
| 7                 | Safina Sadullayeva  | UZB Uzbequistão    | o    | xo   | xxo  | xxx  |      |      |      | 1.95  | =     |
| 9                 | Tatiana Gusin       | GRE Grécia         | o    | xxx  |      |      |      |      |      | 1.86  |       |
| 10                | Buse Savaşkan       | TUR Turquia        | xo   | xxx  |      |      |      |      |      | 1.86  |       |
| 11                | Nawal Meniker       | FRA França         | xxo  | xxx  |      |      |      |      |      | 1.86  |       |
| 12                | Valdiléia Martins   | BRA Brasil         | r    |      |      |      |      |      |      | NM    |       |
| 13                | Angelina Topić      | SRB Sérvia         |      |      |      |      |      |      |      |       | DNS   |

Legenda
| Recorde mundial      | Recorde mundial (World record)               |                       | Recorde africano                      | Recorde africano (African) |                                           | Q | Classificado por posição (Qualified) |
| Recorde olímpico     | Recorde olímpico (Olympic record)            | Recorde da América    | Recorde da América (Americas)         | q                          | Classificado por melhor tempo (Qualified) |   |                                      |
| Melhor marca do ano  | Melhor marca do ano (World leading)          | Recorde asiático      | Recorde asiático (Asian)              | DNS                        | Não largou (Did not start)                |   |                                      |
| Recorde nacional     | Recorde nacional (National record)           | Recorde europeu       | Recorde europeu (European)            | DNF                        | Não terminou (Did not finish)             |   |                                      |
| Recorde pessoal      | Recorde pessoal do atleta (Personal best)    | Recorde da Oceania    | Recorde da Oceania (Oceania)          | DSQ / DQ                   | Desclassificado (Disqualified)            |   |                                      |
| Recorde da temporada | Recorde da temporada do atleta (Season best) | Recorde sul-americano | Recorde sul-americano (South America) | NM                         | Sem marca (No mark)                       |   |                                      |